# Dries Vanthoor
Dries Vanthoor, né le 20 avril 1998 à Hasselt en Belgique, est un pilote automobile belge qui participe ou a participé à des épreuves d'endurance aux mains de voitures de grand tourisme ou de sport-prototypes dans des championnats tels que le GT World Challenge Europe Endurance Cup, le GT World Challenge Europe Sprint Cup, l'ADAC GT Masters, l'Intercontinental GT Challenge, le WeatherTech SportsCar Championship, l'Asian Le Mans Series et le Championnat du monde d'endurance FIA.
Il est le frère de Laurens Vanthoor.

## Palmarès

### Résultats aux24 Heures du Mans
| Année | Écurie          | Copilotes                    | Voiture            | Classe    | Tours | Pos. | Class Pos. |
| ----- | --------------- | ---------------------------- | ------------------ | --------- | ----- | ---- | ---------- |
| 2017  | JMW Motorsport  | Robert Smith Will Stevens    | Ferrari 488 GTE    | LMGTE Am  | 333   | 26e  | 1re        |
| 2021  | Hub Auto Racing | Maxime Martin Álvaro Parente | Porsche 911 RSR-19 | LMGTE Pro | 227   | Abd. | Abd.       |

### Résultats aux24 Heures de Daytona
| Année | Écurie                          | Copilotes                                     | Voiture         | Classe | Tours | Pos. | Class Pos. |
| ----- | ------------------------------- | --------------------------------------------- | --------------- | ------ | ----- | ---- | ---------- |
| 2019  | Montaplast avec Land Motorsport | Daniel Morad Christopher Mies Riccardo Feller | Audi R8 LMS Evo | GTD    | 561   | 20e  | 2e         |
| 2020  | WRT Speedstar Audi Sport        | Mirko Bortolotti Rolf Ineichen Daniel Morad   | Audi R8 LMS GT3 | GTD    | 764   | 20e  | 3e         |

### Résultats enEuropean Le Mans Series
| Année | Écurie   | Châssis      | Moteur                | Classe | 1   | 2   | 3   | 4   | 5     | 6   | Position | Points |
| ----- | -------- | ------------ | --------------------- | ------ | --- | --- | --- | --- | ----- | --- | -------- | ------ |
| 2016  | Team WRT | Ligier JS P2 | Judd HK 3,6 l V8 Atmo | LMP2   | SIL | IMO | RBR | LEC | SPA 2 | EST | 7e       | 32     |

### Résultats enAsian Le Mans Series
| Année     | Écurie                                  | Châssis     | Moteur                    | Classe | 1        | 2     | 3   | 4     | Position | Points |
| --------- | --------------------------------------- | ----------- | ------------------------- | ------ | -------- | ----- | --- | ----- | -------- | ------ |
| 2018-2019 | Audi Sport Customer Racing Asia by TSRT | Audi R8 LMS | Porsche 4,0 l Flat-6 Atmo | GT     | ZHU Abd. | FUJ 4 | BUR | SEP 2 | 7e       | 32     |

### 12 Heures de  Bathurst
| Année | Équipe                       | Coéquipiers                          | Voiture         | Catégorie | Tours | Pos. | Class Pos. |
| ----- | ---------------------------- | ------------------------------------ | --------------- | --------- | ----- | ---- | ---------- |
| 2024  | Team WRT                     | Sheldon van der Linde Charles Weerts | BMW M4 GT3      | A-PRO     | 120   | DNF  |            |
| 2023  | Team WRT                     | Sheldon van der Linde Charles Weerts | BMW M4 GT3      | A-PRO     | 323   | 4e   | 4e         |
| 2020  | Melbourne Performance Centre | Christopher Haase Frédéric Vervisch  | Audi R8 LMS Evo | A-PRO     | 148   | DNF  |            |
| 2018  | Team WRT                     | Robin Frijns Stuart Leonard          | Audi R8 LMS     | A-PRO     | 271   | 1re  | 1re        |